# Lityersès
Lityersès (en grec ancien λιτυέρσης / Lituérsês) est un personnage de la mythologie grecque. On le dit fils bâtard du roi phrygien Midas ou fils du roi de Crête Minos. Il était roi de la cité de Kelainai en Phrygie. Son mythe le rattache au cycle du héros Héraclès, et il est associé à la récolte des céréales. Des traditions plus tardives lui donnent pour mère la divine Cérès, ce qui expliquerait son lien avec l'agriculture, les moissons et les récoltes.

## Légende
Selon la légende, quand des voyageurs traversaient ses terres il les faisait de gré ou de force travailler avec lui dans ses champs. Parfois il défiait les étrangers pour voir qui était le plus rapide des moissonneurs. Il gagnait toujours et décapitait alors les perdants. Au temps où Héraclès était au service de la reine Omphale il vint sur le domaine de Lityersès et fut défié par celui-ci. Héraclès accepta car il voulait délivrer le berger Daphnis que détenait Lityersès. Pendant qu’ils moissonnaient tous les deux, Héraclès chanta une chanson qui assoupit Lityersès. Héraclès vainqueur décapita alors Lityersès.
Le souvenir de ce roi moissonneur se perpétua notamment parmi les moissonneurs de Phrygie. Pendant qu’ils travaillaient, ils chantaient en son honneur. Selon Athénée, son nom apparaît être un nom générique pour les chansons de moissonneurs.     
Théocrite en donne un exemple : 
«  A ton tour, écoute cette chanson du divin Lytiersus.
(Il chante.)   
Cérès, déesse des blés, protège nos moissons, féconde nos guérets. Moissonneurs, liez vos gerbes ; que le passant ne dise pas : Ouvriers négligents, vous ne gagnez pas l'argent qu'on vous donne. Que les tuyaux de vos gerbes dorées regardent le nord ou le couchant ; alors vous verrez grossir les grains de vos épis. Vous qui battez le blé, fuyez le sommeil vers midi ; à cette heure le grain plus sec se sépare mieux de la paille.  Moissonneurs, mettez-vous à l'ouvrage quand l'alouette s'éveille, finissez quand elle dort ; reposez-vous pendant la chaleur du jour. Amis, heureux le sort de la grenouille ! Un échanson ne lui verse pas à boire : elle boit à son aise. Notre intendant, un peu moins d'avarice, fais cuire des lentilles. Veux-tu blesser tes doigts en découpant en quatre parts un grain de cumin ?  »

## Sources
- Athénée, Deipnosophistes [détail des éditions] (lire en ligne) (X, 415b ; XIV, 619a[1]).
- Élien, Histoires variées [lire en ligne], I, 27.
- Sosithée, Daphnis.
- (en + grc) Souda (lire en ligne), λ 626 Adler.
- Théocrite, Idylles [lire en ligne] (X, 42-56).